# Roger Tahull
Roger Tahull Compte (* 11. Mai 1997 in Barcelona) ist ein spanischer Wasserballspieler. Mit der spanischen Nationalmannschaft war er Weltmeister 2022 und 2025, Weltmeisterschaftszweiter 2019 sowie Weltmeisterschaftsdritter 2023 und 2024. Bei Europameisterschaften gewann er bis 2024 einmal Gold, zweimal Silber und einmal Bronze.

## Sportliche Karriere
Der 1,96 Meter große Tahull spielte in seiner Karriere hauptsächlich bei Club Natació Atlètic Barceloneta, war aber auch zwei Jahre bei Club Natació Barcelona. Mit Barceloneta war er mehrfach spanischer Meister.
Seit 2016 ist Tahull als Center Forward mit der Nationalmannschaft bei internationalen Turnieren angetreten. Bei den Olympischen Spielen in Rio de Janeiro gewannen die Spanier ihre Vorrundengruppe, verloren aber im Viertelfinale gegen die Vierten der anderen Vorrundengruppe aus Serbien. Letztlich wurden die Spanier Siebte. Tahull warf im Turnier drei Tore. 2017 belegten die Spanier bei der Weltmeisterschaft in Budapest den neunten Platz. Im Jahr darauf bei der Europameisterschaft 2018 in Barcelona besiegten die Spanier im Viertelfinale die Griechen und im Halbfinale die Italiener. Im Finale gegen die Serben unterlagen die Spanier im Penaltyschießen, nachdem es am Ende der regulären Spielzeit 7:7 gestanden war. Tahull warf insgesamt elf Tore, ging aber im Endspiel leer aus. Bei der Weltmeisterschaft 2019 in Gwangju gewannen die Spanier im Viertelfinale gegen die Serben und im Halbfinale gegen die Kroaten, im Endspiel unterlagen sie den Italienern. Im Januar 2020 bei der Europameisterschaft in Budapest besiegten die Spanier im Viertelfinale erneut die Serben und im Halbfinale die Kroaten. Im Finale unterlagen sie den Ungarn nach Penaltyschießen.
Die für den Sommer 2020 geplanten Olympischen Spiele in Tokio wurden wegen der COVID-19-Pandemie erst 2021 ausgetragen. Die Spanier gewannen ihre Vorrundengruppe vor den Kroaten und den Serben. Nach einem Viertelfinalsieg über das Team aus den Vereinigten Staaten unterlagen die Spanier im Halbfinale gegen die Serben. Im Spiel um den dritten Platz verloren sie gegen die Ungarn. Tahull warf insgesamt zehn Tore. 2022 fand ab Ende Juni die Weltmeisterschaft in Budapest statt. In der Vorrunde unterlagen die Kanadier den Spaniern mit 2:19 und zogen dann ihre Mannschaft wegen zahlreicher COVID-19-Fälle zurück. Das Spiel wurde annulliert und damit auch Tahulls drei Tore. Die Spanier gewannen im Viertelfinale gegen Montenegro und im Halbfinale gegen Kroatien. Im Endspiel bezwangen sie die Italiener im Penaltyschießen. Ende August 2022 begann in Kroatien die Europameisterschaft 2022. Die Spanier gewannen das Viertelfinale gegen die Griechen und verloren im Halbfinale gegen die Ungarn. Mit einem 7:6 gegen die Italiener erkämpften die Spanier die Bronzemedaille.
2023 bei der Weltmeisterschaft in Fukuoka bezwangen die Spanier im Viertelfinale die französische Mannschaft. Nach einem 11:12 gegen die Ungarn im Halbfinale besiegten die Spanier im Spiel um Bronze die Serben. Im Januar 2024 fand die Europameisterschaft in Kroatien statt. Mit Siegen über Rumänien im Viertelfinale und über Italien im Halbfinale erreichten die Spanier das Finale. Dort gewannen sie mit 11:10 gegen die Kroaten, wobei Tahull im Finale ein Tor beisteuerte. Im Februar 2024 bei der Weltmeisterschaft in Doha besiegten die Spanier im Viertelfinale die Mannschaft aus Montenegro mit 15:12, Tahull warf in diesem Spiel drei Tore. Nach der Halbfinalniederlage gegen die Italiener gewannen die Spanier mit einem Sieg über die Franzosen die Bronzemedaille. Bei den Olympischen Spielen in Paris gewannen die Spanier ihre Vorrundengruppe und verloren im Viertelfinale gegen die Kroaten. Letztlich wurden die Spanier Sechste.
2025 bei der Weltmeisterschaft in Singapur besiegten die Spanier im Viertelfinale die Mannschaft aus Montenegro mit 14:5. Das Halbfinale gegen die Griechen entschieden die Spanier erst im Penaltyschießen für sich. Im Finale bezwangen sie die Ungarn mit 15:13. Im Finale wirkte Tahull acht Minuten mit.